# Chasseur à l'affût
Chasseur à l'affût est une peinture à l'huile sur toile de 60,8 × 50,5 centimètres réalisée par Jean-Louis Gintrac. Cette scène de genre est acquise en 1830 par la municipalité de Bordeaux et est conservée au musée des Beaux-Arts de Bordeaux.